# Craterul Tabun-Khara-Obo
Tabun-Khara-Obo este un crater de impact meteoritic în aimagul Dorno-Gobi-Aimag, sud-estul Mongoliei.

## Date generale
Craterul este expus la suprafață și are 1,3 km în diametru. Buza craterului se ridică la aproximativ 20 - 30 de metri mai sus de partea de jos a craterului. El are vârsta estimată la 150 ± 20 de milioane de ani (Jurasicul superior). Situl a fost identificat pentru prima dată ca un crater de impact probabil în 1976, deși confirmarea ipotezei a avut loc la câteva decenii mai târziu.

## Galerie de imagini

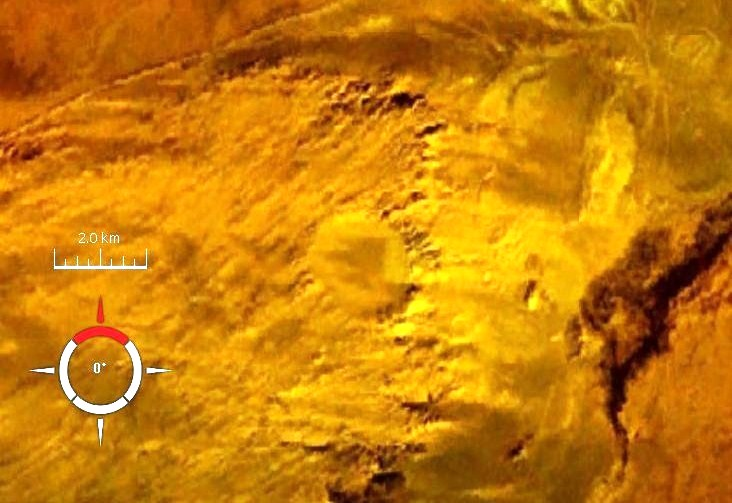
Imagine Landsat a craterului Tabun-Khara-Obo.
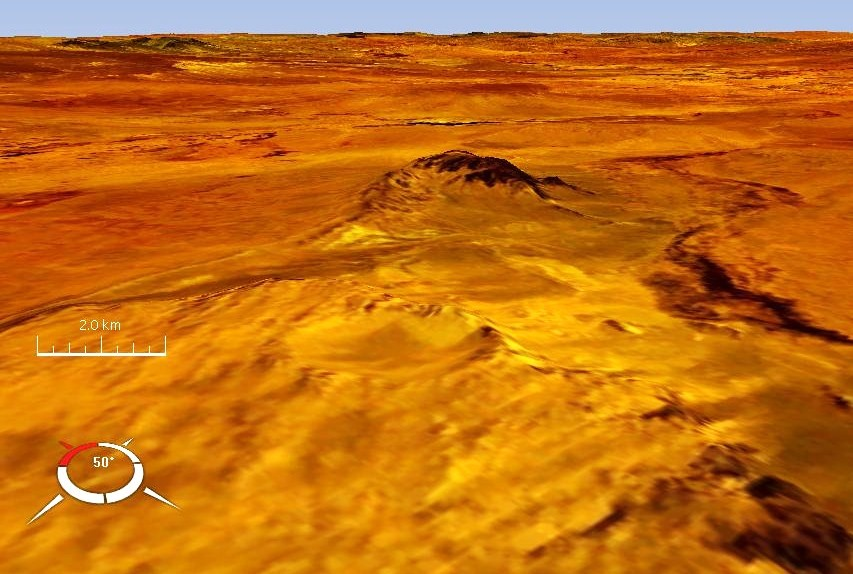
Imagine oblică Landsat a craterului Tabun-Khara-Obo.
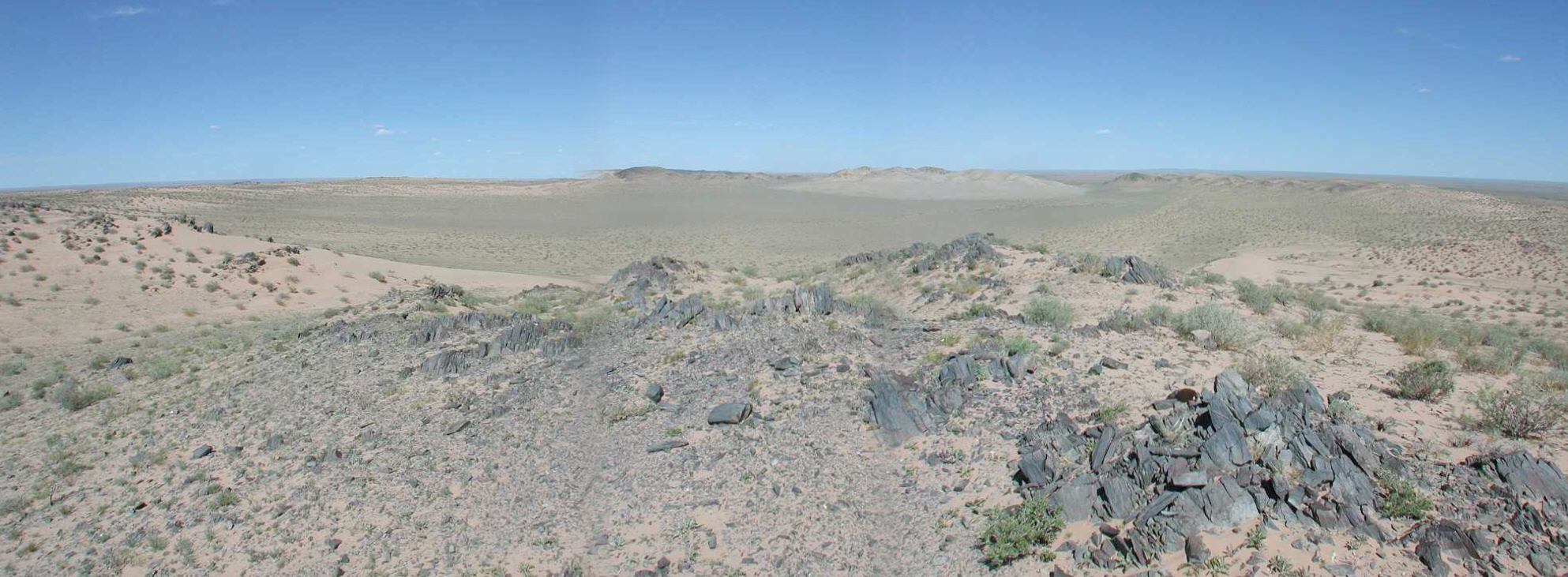
Vedere dinspre nord a craterului Tabun-Khara-Obo.
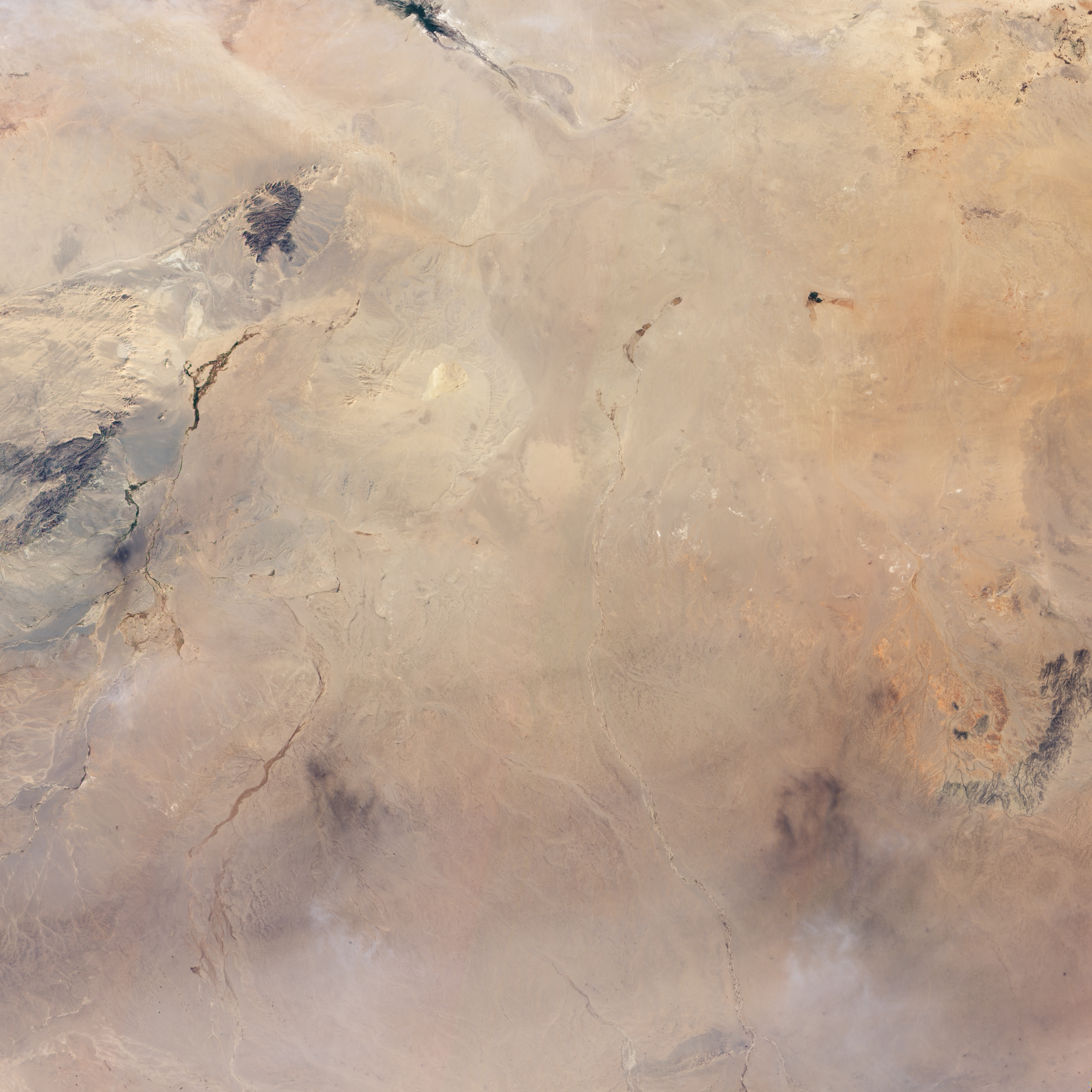
Imagine din satelit a craterului Tabun-Khara-Obo.